# 勒伊 (厄尔省)
勒伊（法語：Reuilly，法語發音：[ʁœji] ⓘ）是法国厄尔省的一个市镇，属于埃夫勒区。勒伊具有大陸性氣候，生長季節比下游更遠的大西洋地區更乾燥、更溫暖，故盛產紅白餐酒。

## 地理
勒伊（49°4'43"N, 1°13'24"E）面积9.73 平方千米，位于法国诺曼底大区厄尔省，该省份为法国北部内陆省份，北起滨海塞纳省，西接奧恩省和卡爾瓦多斯省，南至厄尔-卢瓦省，东临瓦兹省、瓦兹河谷省和伊夫林省。
与勒伊接壤的市镇（或旧市镇、城区）包括：厄尔河畔卡伊、勒布莱莫兰、克莱瓦莱德尔、达尔代、方丹苏茹伊、伊尔维尔、诺芒维尔、圣维戈尔。

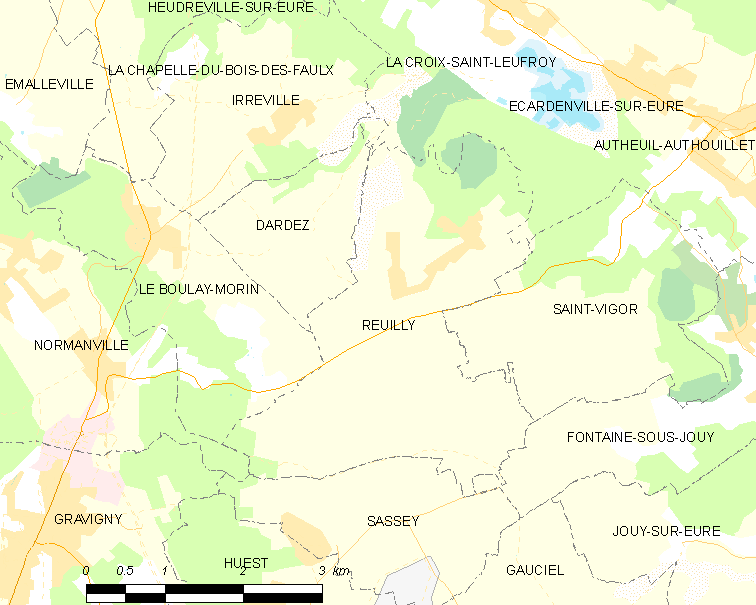
的OSM定位图

勒伊的时区为UTC+01:00、UTC+02:00（夏令时）。

## 行政
勒伊的邮政编码为27930，INSEE市镇编码为27489。

## 政治
勒伊所属的省级选区为埃夫勒第二县。

## 人口

1962-2008年间人口变化图示

勒伊于2022年1月1日时的人口数量为518人。